# WTA-toernooi van Lexington
Het WTA-toernooi van Lexington is een jaarlijks terugkerend tennistoernooi voor vrouwen dat wordt georganiseerd in de omgeving van de Amerikaanse stad Lexington. De officiële naam van het toernooi is Top Seed Open.
De WTA organiseert het toernooi, dat in de categorie "International" valt en dat wordt gespeeld op de hardcourtbanen van de Top Seed Tennis Club in Nicholasville, enkele kilometers ten zuiden van Lexington.

## Geschiedenis
Tegen het einde van het coronareces in 2020 (durend van medio maart tot en met juli) zocht de WTA op korte termijn naar een vervanger voor enkele, door de pandemie vervallen, tennistoernooien in de Verenigde Staten. Deze vervanger werd gevonden door een voormalig ITF-toernooi in Lexington (Kentucky Bank Tennis Championship, met voorgangers sinds 1997) op te waarderen naar WTA International-niveau. Dit is het eerste toernooi van de WTA-geschiedenis dat in de staat Kentucky plaatsvindt, na een eerdere, vergeefse, poging in 2016/2017 in Louisville.

## Finales

### Enkelspel
| Datum      | Naam          | Cat.          | ($)     | Ondergrond        | Winnares       | Verliezend finaliste | Uitslag  |         |
| ---------- | ------------- | ------------- | ------- | ----------------- | -------------- | -------------------- | -------- | ------- |
| 2020-08-10 | Top Seed Open | International | 225.500 | hardcourt, buiten | Jennifer Brady | Jil Teichmann        | 6-3, 6-4 | details |

### Dubbelspel
| Datum      | Naam          | Cat.          | ($)     | Ondergrond        | Winnaressen                 | Verliezend finalistes        | Uitslag  |         |
| ---------- | ------------- | ------------- | ------- | ----------------- | --------------------------- | ---------------------------- | -------- | ------- |
| 2020-08-10 | Top Seed Open | International | 225.500 | hardcourt, buiten | Hayley Carter Luisa Stefani | Marie Bouzková Jil Teichmann | 6-1, 7-5 | details |

2020
ITF-toernooien (mannen en vrouwen)

ATP-toernooien (mannen) – ATP-seizoen 2025

WTA-toernooien (vrouwen) – WTA-seizoen 2025

Voormalige toernooien mannen
Voormalige toernooien vrouwen
Voormalige amateurtoernooien